# Сан-П'єтро-ін-Вінколі

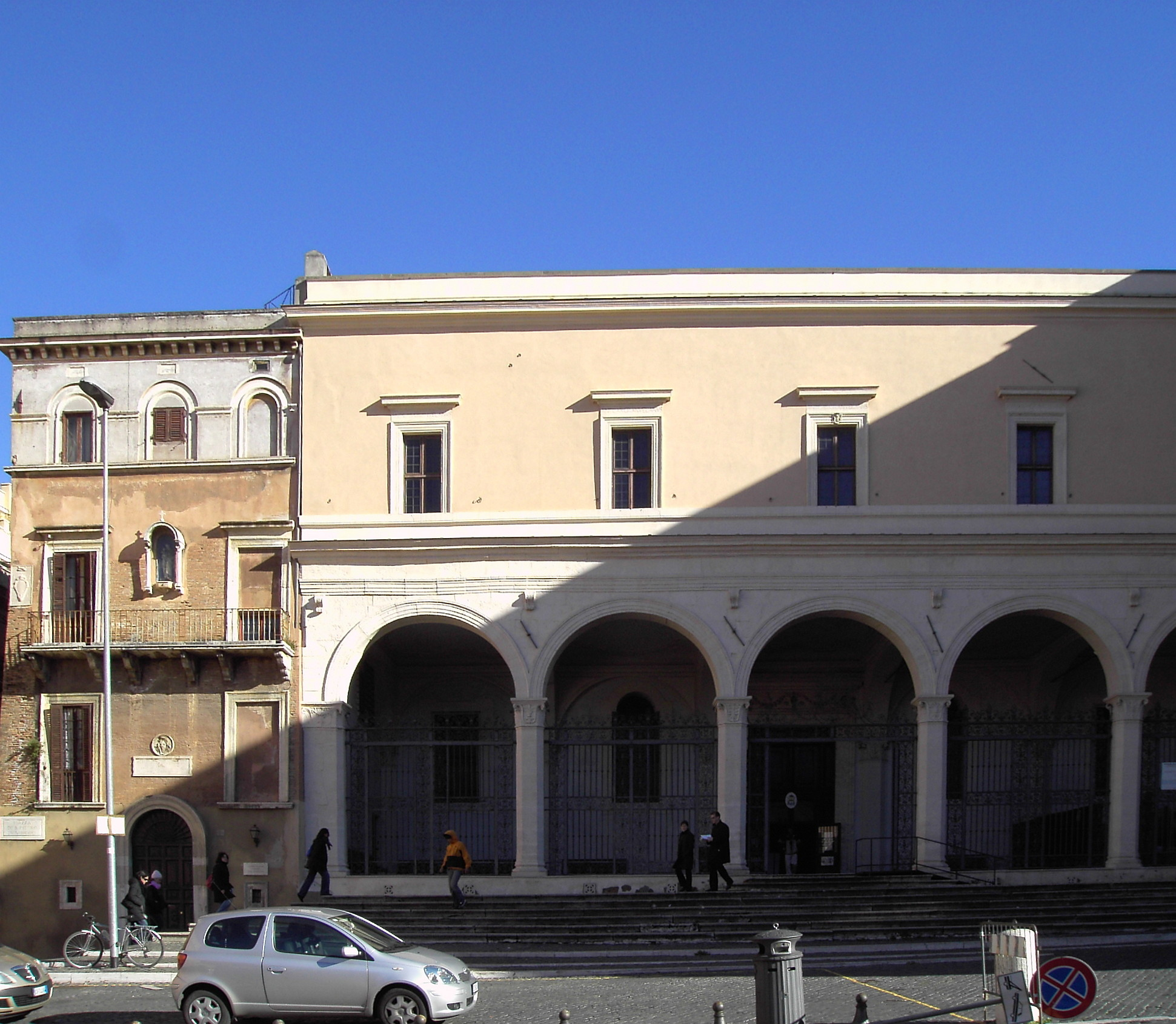
Фасад церкви

Сан-П'єтро-ін-Вінколі (італ. San Pietro in Vincoli — «святий Петро в кайданах») — одна із семи великих (паломницьких) базилік Риму, побудована на кошти імператриці Євдоксії для зберігання «чесних кайданів» св. Петра, які вона передала папі Леву I. У ці окови (Vincoli) св. апостол Петро був закутий у Мамертинські в'язниці (лат. Carcer Tullianus).

## Історія
Церква знаходиться на Есквіліні. Фундамент церкви закладений у 431 році на місті старої будівлі з II ст. Вісім років пізніше церква освячена Сікстом III.
Багаторазово перебудовувалася: фасад завершено в 1475 році, дворик — ще через кілька років. У храмі поховані художник Антоніо Полайоло і могутній папа Юлій II. Проєкт папської гробниці склав Мікеланджело, йому належать статуї Лії, і Рахилі і знаменитий «Мойсей» з ріжками (1515 р.), які символізують промені світла, що виходять від голови пророка.

## Галерея

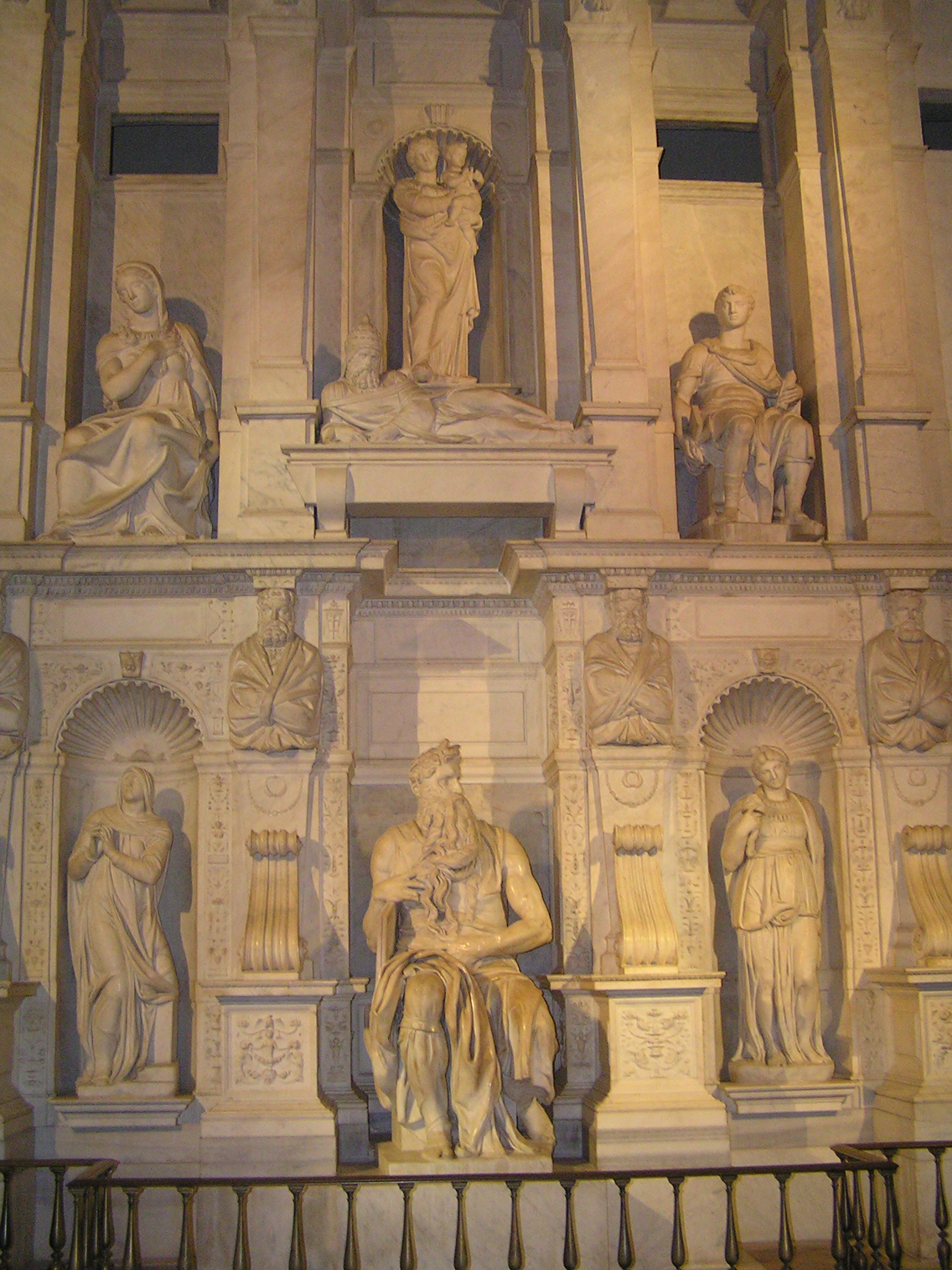
«Мойсей» Мікеланджело
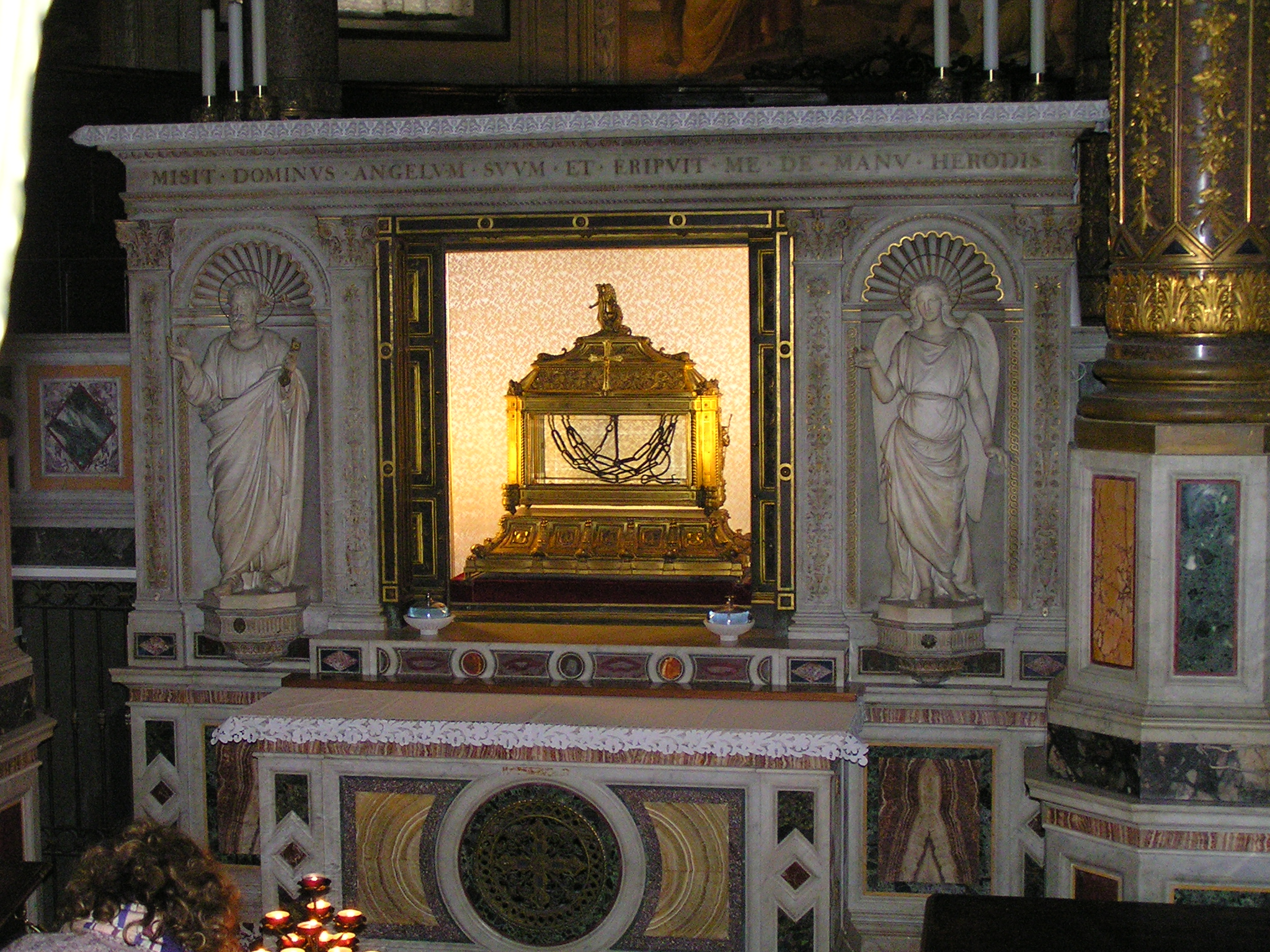
Чесні окови апостола Петра
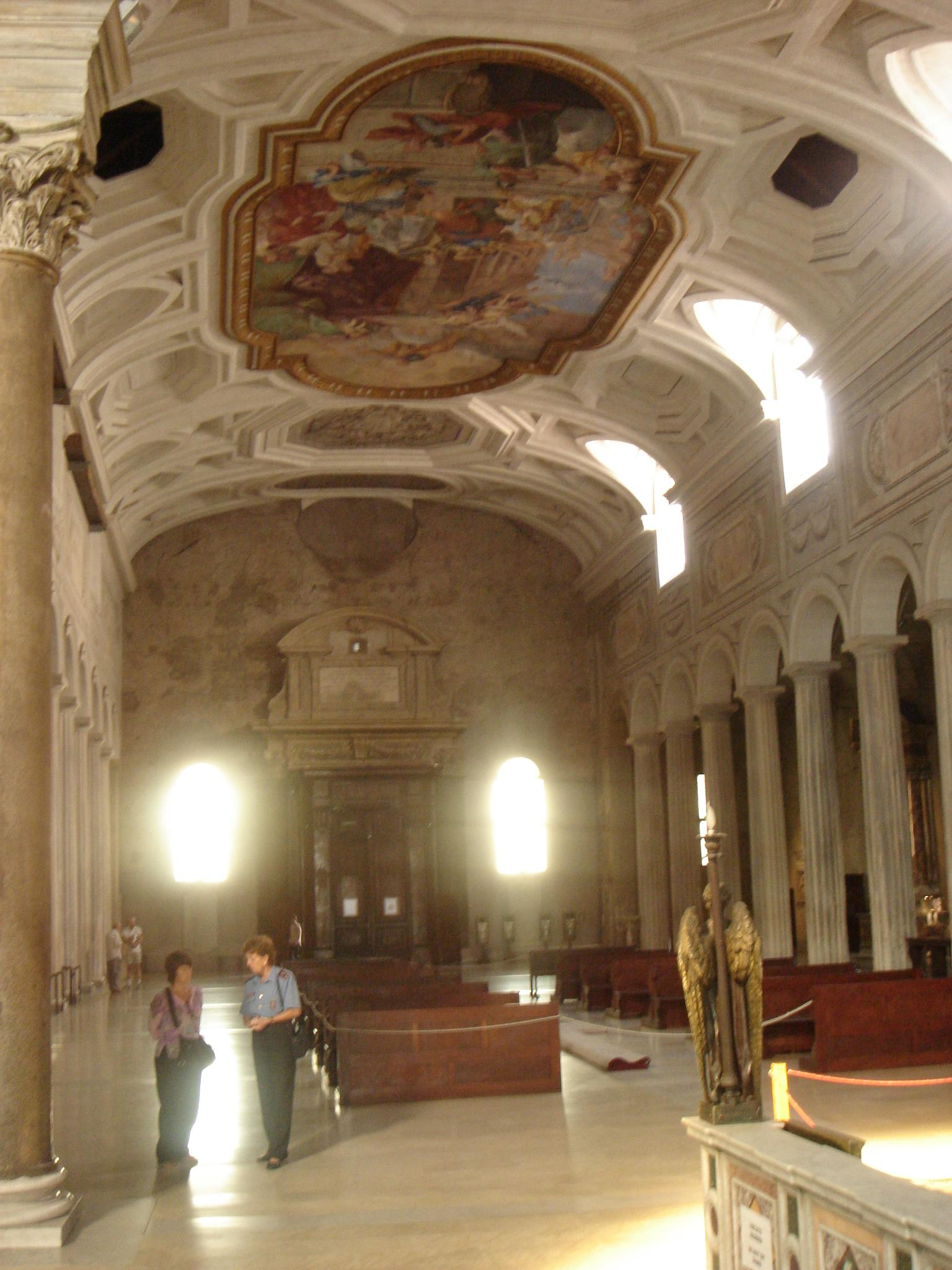
Інтер'єр
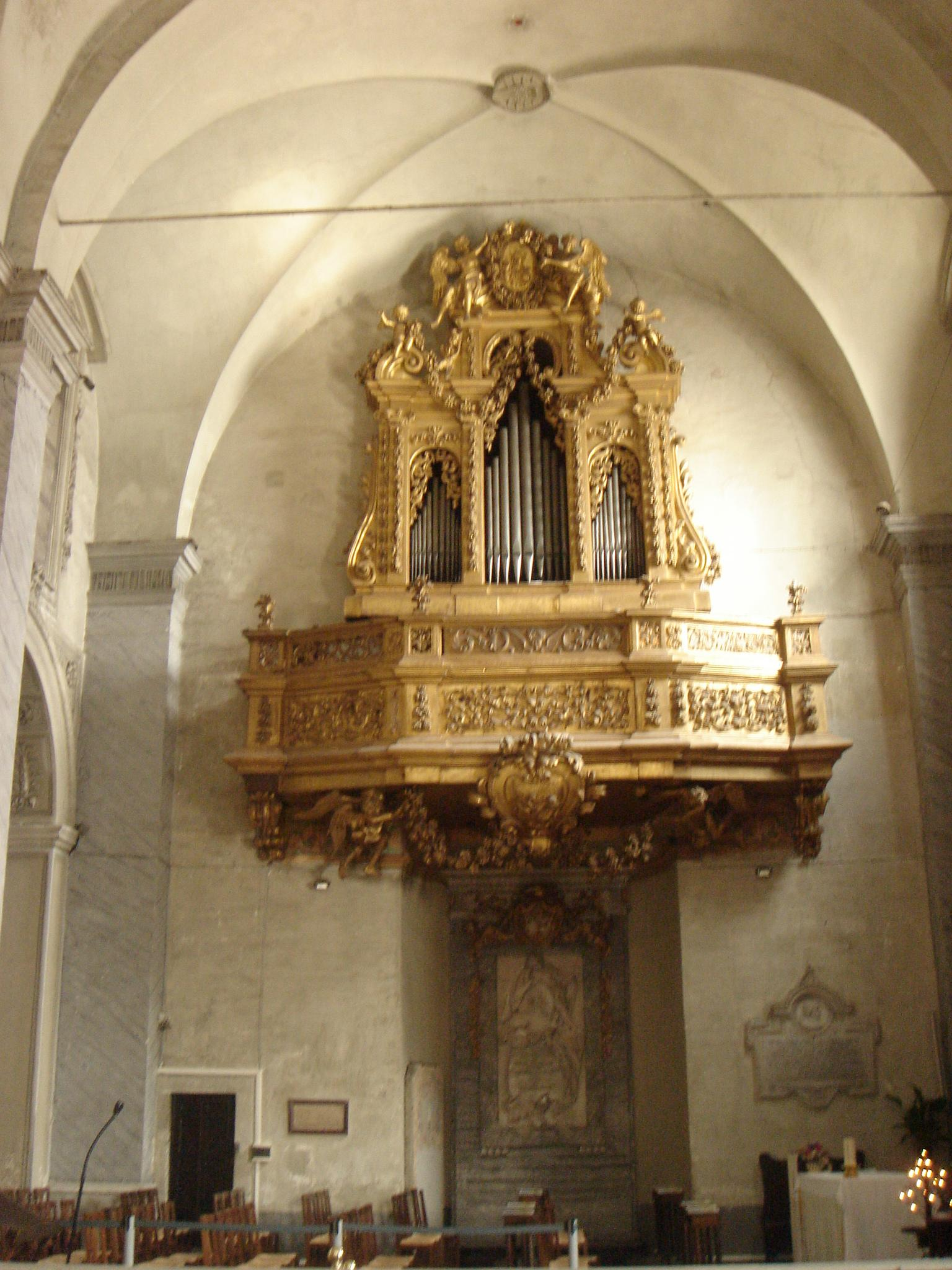
Орга́н

## Титулярна церква
Церква Сан П'єтро ін Вінколі є титулярною церквою, кардиналом-священиком з титулом церкви Сан П'єтро ін Вінколі з 20 листопада 2010 року є американський кардинал Дональд Вільям Вюрл.